# Niccolò di Tommaso

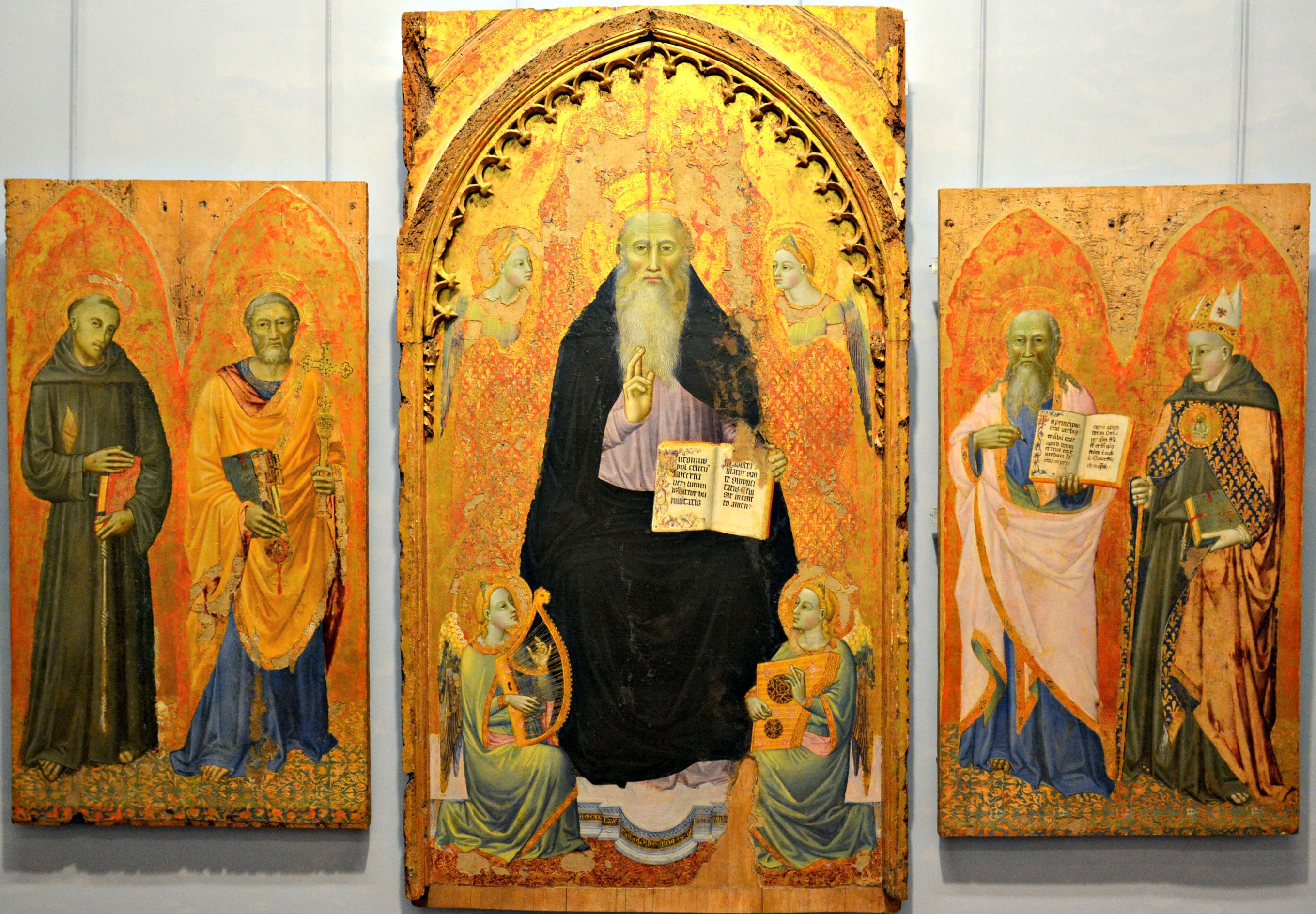
Triptychon mit Hl. Antonius und anderen Heiligen (1371), Museo di Capodimonte, Neapel

Niccolò di Tommaso (* um 1320 in Florenz; † um 1410 ebenda) war ein italienischer Maler des ausgehenden Mittelalters bzw. der frühen Renaissance. Er ist urkundlich nachgewiesen in der Zeit von ca. 1343 bis 1376 (nach anderen Quellen bis 1405).

## Werk
Das einzige ihm mit Sicherheit zuzuordnende Bildwerk ist das Triptychon des auf einem von musizierenden und anderen Engeln begleiteten Thron sitzenden Hl. Antonius mit anderen Heiligen aus dem Jahr 1371, welches heute im Museo di Capodimonte in Neapel aufbewahrt wird. Sein ihm ansonsten zugeschriebenes Werk entstand hauptsächlich in Florenz, doch auch andere Schaffensorte wie Pistoia und Neapel werden genannt. Sein Werk steht in der Nachfolge Giottos, Maso di Bancos und Nardo di Ciones und besteht aus Fresken und Tafelbildern.